# Gewichtshundertteile
Der veraltete Begriff Gewichtshundertteile wurde häufig zur Angabe des Reinheitsgrades flüssiger Chemikalien (oder etwa auch Lebensmittel) verwendet. Er entspricht dem ebenfalls veralteten Begriff „Gewichtsprozent“ und wird mit GHT abgekürzt.
Diese Bezeichnung ist nicht DIN-normgerecht. Einen normgerechten und SI-konformen Ersatz für Gewichtshundertteile und Gewichtsprozente stellt die Angabe als Massenanteil dar. 
Typische Beispiele für (so nicht zulässige) Warenbeschreibungen beim Import und Export von Lebensmitteln:
- „Ananas in Dosen mit einem Zuckergehalt von mehr als 19 GHT“
- „Lebensmittelzubereitungen mit weniger als 1,5 GHT Milchfett und weniger als 5 GHT Saccharose enthaltend“